# 萨莱斯德列尔卡
萨莱斯德列尔卡，是西班牙加泰罗尼亚赫罗纳省的一个市镇。总面积36平方公里，总人口96人（2001年），人口密度3人/平方公里。